# American College
Pour les articles homonymes, voir Animal House.
Pour plus de détails, voir Fiche technique et Distribution.
American College ou Collège américain au Québec (National Lampoon's Animal House) est une comédie américaine réalisée par John Landis et sortie en 1978. Se déroulant en 1962 dans l'université fictive Faber, le film met en scène une rivalité entre deux fraternités d'étudiants.
Produit par Matty Simmons (en) du magazine National Lampoon et Ivan Reitman d'Universal Pictures, il s'inspire d'histoires écrites par Chris Miller (en) et publiées dans National Lampoon, basées sur l'expérience d'Harold Ramis au sein de la fraternité Zeta Beta Tau à l'université Washington de Saint-Louis, de Miller au sein de l'Alpha Delta Phi du Dartmouth College au New Hampshire, et du producteur Reitman à l'université McMaster à Hamilton.
Parmi les plus jeunes acteurs principaux, seul John Belushi, âgé de 28 ans, était un acteur établi, mais même lui n'était pas encore apparu dans un film, s'étant fait connaître à la télévision dans le Saturday Night Live, qui en était à sa troisième saison à l'automne 1977. Plusieurs des acteurs choisis pour incarner des étudiants, comme Thomas Hulce, Karen Allen, ou Kevin Bacon, commençaient tout juste leur carrière cinématographique. Tim Matheson par contre, qui incarne également un étudiant, était déjà un acteur chevronné, apparaissant au cinéma et à la télévision depuis l'âge de 13 ans.
Le tournage a lieu à l'université de l'Oregon d'octobre à décembre 1977. Sorti en salles le 28 juillet 1978, American College reçoit des critiques généralement mitigées, bien que le Time et Roger Ebert le désignent comme l'un des meilleurs films de l'année. Produit pour seulement 3 millions $ (l'équivalent de 14 014 286 $ en 2024), il rapporte un montant brut estimé à plus de 141 millions $ (658 671 429 $ en 2024) au box-office et en sortie vidéo, sans compter le merchandising, ce qui en fait la comédie le plus rentable de son époque.
Le film, tout comme Hamburger film sandwich (1977), également réalisé par Landis, est en grande partie à l'origine du genre cinématographique gross out, qui deviendra incontournable à Hollywood. American College est désormais considéré comme l'une des meilleures comédies de tous les temps,,,.
En 2001, la bibliothèque du Congrès des États-Unis sélectionne le film pour être conservé au National Film Registry en raison de son importance « culturelle, historique ou esthétique significative ». Il est n°1 sur la liste des « 100 films les plus drôles » de la chaîne Bravo et 36 sur la liste AFI's 100 Years... 100 Laughs des 100 meilleures comédies américaines de l'AFI. En 2008, le magazine Empire le classe 279 des « 500 plus grands films de tous les temps ».

## Synopsis
En 1962, Larry Kroger et Kent Dorfman intègrent l'université Faber College. Sur le campus, deux fraternités d'étudiants cohabitent difficilement. Si la prestigieuse Omega Theta Pi est composée de riches bourgeois très snobs, Delta Tau Chi est le repaire des bagarreurs au style bien plus négligé. Delta représente la jeunesse libertaire se risquant au désordre puis au chaos, alors que la fraternité Omega se voulant gardienne de l'ordre mais avec des allures fascistes, intéressées et sataniques. Larry Kroger et Kent Dorfman préfèrent rejoindre Delta. Le doyen de l'université, Vernon Wormer, va s'associer avec Omega pour faire éjecter Delta. Mais les membres de cette dernière ne sont pas de cet avis.

## Fiche technique
Sauf indication contraire, les informations mentionnées dans cette section peuvent être confirmées par la base de données cinématographiques IMDb,  présente dans la section « Liens externes ».
- Titre original : National Lampoon's Animal House
- Titre français : American College
- Titre québécois : Collège américain
- Réalisation : John Landis
- Scénario : Harold Ramis, Douglas Kenney et Chris Miller
- Direction artistique : John J. Lloyd
- Décors : Hal Gausman
- Costumes : Deborah Nadoolman
- Photographie : Charles Correll
- Montage : George Folsey Jr.
- Musique : Elmer Bernstein
- Production : Ivan Reitman et Matty Simmons
- Sociétés de production : Universal Pictures, Oregon Film Factory, National Lampoon et Stage III Productions
- Sociétés de distribution : Universal Pictures (États-Unis), Cinema International Corporation (France)
- Budget : 2 700 000 $
- Pays d'origine :  États-Unis
- Langue originale : anglais
- Durée : 109 minutes
- Genre : comédie
- Dates de sortie :
  - États-Unis : 28 juillet 1978
  - France : 4 octobre 1978

## Distribution
Les Deltas
- John Belushi (VF : Marc Jolivet) : John « Bluto » Blutarsky,
- Tim Matheson (VF : Pierre Jolivet) : Eric « Otter » Stratton (« Cloter » en VF)
- Thomas Hulce (VF : Gilles Laurent) : Larry « Pinto » Kroger
- Peter Riegert (VF : Éric Legrand) : Donald « Boon » Schoenstein (« Boudu » en VF)
- Stephen Furst (VF : Roger Crouzet) : Kent « Flounder » Dorfman (« Pataud » en VF)
- James Widdoes (VF : Serge Lhorca) : Robert Hoover
- Karen Allen (VF : Sylviane Margollé) : Katy, la petite amie de Schoenstein
- Bruce McGill (VF : Jacques Richard) : Daniel Simpson « D-Day » Day (« Jour J » en VF)
- Douglas Kenney (VF : Hubert Noël) : « Stork » (« Cigogne » en VF)

Les Omégas
- James Daughton (en) (VF : Yves-Marie Maurin) : Greg Marmalard
- Mark Metcalf (VF : Bernard Murat) : Doug Neidermeyer
- Kevin Bacon : Chip Diller
- Mary Louise Weller (VF : Sylvie Feit) : Mandy Pepperidge, la fiancée de Greg
- Martha Smith (en) (VF : Monique Thierry) : Barbara Sue « Babs » Jansen

Les adultes
- Donald Sutherland (VF : Pierre Santini) : le professeur Dave Jennings
- John Vernon (VF : Marcel Bozzuffi) : Vernon Wormer, le doyen de l'université
- Verna Bloom (VF : Arlette Thomas) : Marion Wormer, sa femme
- Cesare Danova (VF : Jacques Deschamps) : Carmine DePasto, le maire de Faber
- Sarah Holcomb (en) : Clorette DePasto, sa fille
- DeWayne Jessie (en) (VF : Serge Sauvion) : Otis Day
- Priscilla Lauris (VF : Ginette Pigeon) : la secrétaire de Wormer
- Jebidiah R. Dumas (VF : Georges Atlas) : le colosse noir du bar
- Reginald Farmer (VF : Sady Rebbot) : l'autre noir accompagnant le colosse
- Robert Cray : le bassiste

Autres
- Thomas Hulce : l'angelot de Larry (VF : Perrette Pradier) / le diablotin de Larry (VF : Alain Nobis)
- Eliza Roberts (VF : Francine Lainé) : Brunella
- Lisa Baur (VF : Catherine Lafond) : Shelly

## Production

### Genèse et développement
Harold Ramis, qui signe ici son tout premier scénario, s'inspire de sa propre expérience d'élève à l'université Washington de Saint-Louis. Il coécrit le scénario avec Chris Miller et Douglas Kenney. Ce dernier s'inspire de sa propre expérience au sein de la fraternité Alpha Delta Phi de l'université de Dartmouth (il avait déjà relaté cela dans des articles du National Lampoon). Les deux scénaristes choisissent de situer l'intrigue en 1962 qui est selon eux la « la dernière d'innocence de l'Amérique ». L'année suivante sera marquée notamment par l'assassinat de John F. Kennedy. Douglas Kenney et Harold Ramis avaient par ailleurs songé à intituler leur scénario Laser Orgy Girls, qui est alors un film sur les années étudiantes du criminel Charles Manson.
Producteur du film, Ivan Reitman souhaite également le réaliser. Universal Pictures préfère cependant un réalisateur avec plus d'expérience. Alors que Richard Lester et Bob Rafelson ont été contactés, c'est finalement John Landis qui est engagé.

### Attribution des rôles
Coscénariste du film, Harold Ramis écrit le rôle de Boon en pensant qu'il va lui-même l'incarner. Cependant, John Landis le juge trop âgé pour le rôle (il a alors 32 ans contre 22 pour Peter Riegert qui obtient le rôle). Très déçu et énervé, Harold Ramis refuse tout autre rôle dans le film. Tout comme Kevin Bacon, Peter Riegert tient par ailleurs ici son premier rôle au cinéma.
Producteur du film, Ivan Reitman souhaite respectivement Bill Murray et Chevy Chase pour les rôles de Boon et Otter. Cependant, John Landis pense que Chevy Chase ne correspond pas au rôle et le convainc plutôt d'accepter de tourner Drôle d'embrouille. L'acteur avouera plus tard regretter ce choix.
Jack Webb et Kim Novak sont envisagés pour les rôles du doyen Wormer et de sa femme. Jack Webb refuse le film pensant que le film va ternir son image.
Le rôle de D-Day est inspiré par Dan Aykroyd, qui devait donc l'incarner à l'écran. Cependant, John Landis affirme que le producteur Lorne Michaels, qui produit le Saturday Night Live, aurait fait pression sur l'acteur pour qu'il n'accepte pas le rôle. C'est finalement Bruce McGill qui incarne D-Day. Un autre membre du Saturday Night Live, Brian Doyle-Murray, a failli incarner Hoover.

### Tournage
Le tournage d'American College eut lieu du 24 octobre au 30 novembre 1977 dans l'Oregon et dans les Universal Studios, en Californie. Plusieurs universités ont refusé d'accueillir le tournage. L'université du Missouri à Columbia avait initialement accepté avant que son président Herbert W. Schooling lise le script. William Beaty Boyd, président de l'université de l'Oregon d'Eugene, accepte quant à lui sans même lire le script. Il avouera avoir autorisé le tournage après avoir refusé quelques années plus tôt celui du film à succès Le Lauréat (1967) alors qu'il officiait à l'époque à l'université de Californie à Berkeley,,.
Sur le tournage, John Belushi improvise énormément, notamment pour la scène à la cafétéria. Par ailleurs, John Landis tente de le préserver de ses excès car il veut que l'acteur soit sobre pour tourner.
En raison du budget très limité, le tournage ne dure que 28 jours. De plus, John Landis n'a ni caravane ni bureau et ne peut pas regarder les rushes. Sa femme, la costumière Deborah Nadoolman, est contrainte de trouver les costumes dans des friperies thrift stores. Pour la confection des toges, elle est par ailleurs aidée par la femme de John Belushi, Judith Belushi-Pisano.
Peu après le tournage, une projection test a lieu avec notamment Ned Tanen, alors président d'Universal Pictures. Celui-ci fait interrompre la projection, choqué par la scène du Dexter Lake Club. Il ordonne que ladite scène soit retirée du film car elle pourrait causer des émeutes raciales. John Landis présente alors le film au très populaire humoriste noir Richard Pryor. Ce dernier adore le film et enverra une note à Ned Tanen disant « Ned, Animal House est putain de drôle, et les Blancs sont fous ».

## Bande originale
La musique du film est composée par Elmer Bernstein. Ce film marque sa première collaboration avec John Landis, qui se poursuivra sur six autres films : Les Blues Brothers (1980), Le Loup-garou de Londres (1981), Un fauteuil pour deux (1983), Drôles d'espions (1985), Trois amigos ! (1986) et L'embrouille est dans le sac (1991). Ses compositions sont peu présentes dans la bande originale éditée par MCA.
| 1. | Faber College Theme     | Johannes Brahms, adapté par Elmer Bernstein | Elmer Bernstein                           | 0:35 |
| 2. | Louie Louie             | Richard Berry                               | John Belushi                              | 2:56 |
| 3. | Twistin' the Night Away | Sam Cooke                                   | Sam Cooke                                 | 2:39 |
| 4. | Tossin' and Turnin'     | Ritchie Adams, Malou Rene                   | Bobby Lewis                               | 2:49 |
| 5. | Shama Lama Ding Dong    | Mark Davis                                  | Lloyd Williams (Otis Day and the Knights) | 2:48 |
| 6. | Hey Paula               | Raymound Hildebrand                         | Paul & Paula                              | 2:47 |
| 7. | Animal House            | Stephen Bishop                              | Stephen Bishop                            | 3:41 |

| 1. | The Riddle Song (intro)    | trad.                                      | Stephen Bishop                            | 0:49 |
| 2. | Money (That's What I Want) | Berry Gordy, Jr., Janie Bradford           | John Belushi                              | 2:31 |
| 3. | Let's Dance                | Jim Lee                                    | Chris Montez                              | 2:28 |
| 4. | Dream Girl                 | Stephen Bishop                             | Stephen Bishop                            | 4:34 |
| 5. | (What a) Wonderful World   | Sam Cooke, Herb Alpert, Lou Adler          | Sam Cooke                                 | 2:06 |
| 6. | Shout                      | Ronald Isley, Rudolph Isley, O'Kelly Isley | Lloyd Williams (Otis Day and the Knights) | 5:04 |
| 7. | Faber College Theme        | Elmer Bernstein                            | Elmer Bernstein                           | 1:16 |

Autres morceaux présents
- Thème du film Ils n'ont que vingt ans, composé par Max Steiner et interprété par Percy Faith et son orchestre
- Who's Sorry Now?, inteprété par Connie Francis
- The Washington Post March, composé par John Philip Sousa
- Tammy, écrit par Jay Livingston et Ray Evans

## Accueil

### Critique
Au moment de sa sortie, American College reçoit un accueil favorable de la part des critiques et est considéré comme l'un des dix meilleurs films de 1978. Le critique Roger Ebert lui donne quatre étoiles sur quatre et écrit notamment : « Ce film est anarchique, désordonné et rempli d'énergie. Ce film vient nous chercher. Une partie de l'impact du film nous vient de son énergie inépuisable, ce qui est l'un des meilleurs aspects du film. C'est cette énergie qui amène l'humour et qui fait en sorte que les acteurs vont toujours de plus en plus loin dans l'absurde, ce qui rend le film parfait. »[réf. nécessaire]

### Box-office
Produit avec un petit budget de 2 700 000 $, American College se révèle être l'un des films les plus lucratifs de l'histoire du cinéma.
Durant sa première fin de semaine d'exploitation, American College engendrera 276 538 $ dans seulement 12 salles de cinéma. Le film rapporta plus de 1 000 000 $ par semaine ce qui fit d'American College le troisième film le plus rentable des États-Unis en 1978. Il rapporta 120 000 000 $ en Amérique du Nord et donc plus de 140 000 000 $ inflation comprise.
- : 141 600 000 $
- États-Unis : 120 000 000 dollars
- France : 793 280 entrées[10]

Depuis sa sortie, le film a recueilli une somme de 141 000 000 $ grâce aux seules ventes de vidéos cassettes VHS et de DVD[réf. nécessaire]

## Distinctions
Le film obtient le People's Choice Awards 1979 du meilleur film non-musical. Les trois scénaristes sont par ailleurs nommés aux Writers Guild of America Awards 1979 pour le meilleur scénario d'une comédie.

## Commentaires

### Influences et postérité
American College est devenu un incontournable de la culture pop. American College est premier sur la chaîne Bravo pour les « 100 films les plus drôles ». En 2000, l'American Film Institute classe le film à la trente-sixième place du classement AFI's 100 Years... 100 Laughs des 100 films américains les plus drôles. En 2001, la bibliothèque du Congrès des États-Unis considère le film comme faisant partie de la culture des États-Unis et l'intègre au National Film Registry. En 2008, le magazine britannique Empire intègre le film à sa liste des 500 meilleurs films de tous le temps. The New York Times l'intègre quant à lui aux 1000 meilleurs films de l'histoire.
La musique principale interprétée par les Kingsmen, Louie Louie, en représente le standard et y apparaît trois fois au début du film. Lors de l'intronisation des bizuts Delta, ce sont les paroles supposées obscènes des Kingsmen) qui sont ouvertement reprises par les Delta Tau Chi (ΔΤΧ) (« night and day, I lay her again [...] Ho, Louie louie, I say the wee got to go »). John Belushi (l'un des futurs Blues Brothers et acteur principal du film) interprète aussi ce titre sur la bande originale du film.
La fameuse toge party où est interprétée la chanson Shout sera popularisée à la suite du film à travers les soirées étudiantes des États-Unis et jusqu'à aujourd'hui encore.
American College est considéré comme le film qui a popularisé le genre gross-out (bien qu'il ait été précédé par plusieurs films qui font maintenant partie de ce genre tel, dans une moindre mesure, American Graffiti) : destiné à un public adolescent, l'humour y est généralement vulgaire et les blagues appuyées. Il inspirera d'innombrables autres comédies telles que Porky's ou Police Academy.
Autres « standards », la musique de Louie Louie ainsi que le principe d'appartenance à des fraternités ou ordres paramaçonniques, seront présentes dans des films comme American Party, How High, Admis à tout prix (Accepted), Retour à la fac (Old School)…
Le film est souvent cité par Homer Simpson dans Les Simpson qui lui voue un culte. Par ailleurs, dans la série Veronica Mars, qui se déroule en partie à l'université, un personnage se nomme également Chip Diller (David Tom), comme celui campé ici par Kevin Bacon.

### Adaptations télévisées et projet de suite
Le film inspire une série télévisée de treize épisodes intitulée Delta House. Elle est diffusée sur le réseau ABC de janvier à avril 1979. John Vernon y reprend son rôle de doyen malveillant Dean Wormer, Steven Furst incarne toujours Flounder, Bruce McGill dans le rôle de D-Day et James Widdoes dans le rôle de Hoover. La plupart des épisodes sont écrits par Douglas Kenney, Chris Miller (en) et Harold Ramis. Michelle Pfeiffer y fait une apparition dans ses débuts et Peter Fox incarne Otter. Le personnage de John Belushi, John « Bluto » Blutarsky, est absent pour cause de service militaire mais son frère « Blotto », joué par Josh Mostel, est transféré à Faber pour perpétuer la tradition familiale.
Le film a aussi inspiré la série Co-Ed Fever dans laquelle aucun membre de l'équipe du film n'est impliqué. Située dans le dortoir d'un ancien couvent strictement réservé aux filles, Co-Ed Fever est diffusée pour la première fois sur le réseau CBS le 4 février 1979. La série sera cependant supprimée avant la diffusion du deuxième épisode.
NBC, a aussi eu une série inspirée du film : Brothers and Sisters (en). Tout comme CBS, la série ne sera diffusée que durant trois mois.
Les auteurs du film avaient aussi planifié une suite au film, intitulée The Summer of Love. L'intrigue se déroulait en 1967. La Delta House se retrouvait à l'occasion du mariage de Pinto à San Francisco. Le seul membre des Delta qui serait devenu un hippie aurait été Flounder, qui se serait fait appeler Pisces.
Quelque temps plus tard, Chris Miller et John Weidman imaginent avec d'autres auteurs du National Lampoon un autre scénario, mais Universal Pictures l'aurait rejeté après l'échec commercial de la suite d'American Graffiti, autre film sur la jeunesse. De plus, à la mort de John Belushi en 1982, le projet sera définitivement abandonné.

### Éditions DVD
Une édition « collector » est publiée en 2002 avec en bonus un documentaire de 30 minutes réalisé en 1998 : Vingt ans après Animal House, la réunion. Réalisé par le producteur J. M. Kenny, il réunit des membres de l'équipe originale, y compris le réalisateur John Landis, Tim Matheson, Karen Allen, Peter Riegert, Mark Metcalf et Kevin Bacon. Des notes de production et la bande annonce originale du film sont également incluses.
La Double Secret Probation Edition sort en 2003. Elle comprend entre autres un faux documentaire du style « Que sont-ils devenus ? », des anecdotes sur les studios Universal, une vidéo de MxPx, des notes de production et la biographie de toute l'équipe.